# Robert de La Sizeranne
Robert de La Sizeranne (Tain-l'Hermitage, 24 aprile 1866 – Parigi, 14 settembre 1932) è stato uno storico dell'arte francese.

## Biografia
Proveniente da un'antica famiglia aristocratica, fu assiduo collaboratore della "Revue des Deux Mondes". L'Académie française gli conferì il Prix Bordin nel 1896 e il Prix Vitet nel 1909. Nel 1895 fu membro della giuria premiante della I Esposizione internazionale d'arte. Ottenne prima del 1924 il titolo di Chevalier della Legion d'onore. Affiancò all'attività di storico dell'arte quella di critico letterario e traduttore, dedicandosi in modo particolare a John Ruskin.

## Opere principali
- La peinture anglaise contemporaine, Paris, Hachette, 1895
- Ruskin et la religion de la beauté, Paris, Hachette, 1897
- La photographie est-elle un art?, Paris, Hachette, 1899
- Le miroir de la vie: essais sur l'evolution esthetique, Paris, Hachette, 1902
- Les questions esthétiques contemporaines, Paris, Hachette, 1904
- Les masques et les visages a Florence et au Louvre: portraits celebres de la Renaissance italienne, Paris, Hachette, 1913
- L'art pendant la guerre: 1914-1918, Paris, Hachette, 1919
- Beatrice d'Este et sa cour, Paris, Hachette, 1920
- César Borgia et le Duc d'Urbino: 1502-1503, Paris, Hachette, 1924
- Le verteux condottiere Federigo de Montefeltro duc d'Urbino: 1422-1482, Paris, Hachette, 1927